# SDL Trados Studio 2009
SDL Trados Studio 2009 è un programma di traduzione assistita (CAT – Computer Assisted Translation). È stato creato da Trados GmbH, successivamente acquisita da SDL International.

## Configurazione
SDL Trados Studio 2009 è un programma di traduzione assistita per la traduzione di file, la creazione e la gestione di memorie di traduzione, l'editor di traduzione, la gestione e il trasferimento dei progetti (memorie, file, glossari) in un unico pacchetto compresso in un formato proprietario. Molte di queste funzionalità sono gestite con un'unica interfaccia, diversamente da quanto accadeva nella versione 2007, che prevedeva la divisione delle diverse applicazioni. In questa interfaccia si trovano:
- Translator's Workbench, che permette di creare, modificare e gestire le memorie di traduzione, le banche dati terminologiche e gli editor di testo;
- TagEditor, che consente di tradurre i soli elementi testuali lasciando invariate le stringhe di codice (note come “tag”), le quali si riferiscono al linguaggio in cui è scritta la pagina;

Come applicazioni separate SDL Trados Studio 2009 propone:
- Win Align, che permette la creazione di memorie di traduzione a partire da una coppia di file bilingue (di cui uno sia l'originale e l'altro la corrispondente traduzione);
- MultiTerm, che consente la creazione di schede terminologiche (bilingue o multilingue) applicabili alle traduzioni; già presente nella versione 2007, in SDL Trados Studio 2009 cambia architettura, adeguandosi agli standard basati su xml.

I formati dei file delle memorie di traduzione e dei file bilingue di questa versione erano formati proprietari. Nella versione 2009 sono invece compatibili con gli standard TMX e Xliff, anche se in una versione customizzata.

## Formati dei documenti di partenza supportati
I formati supportati da SDL Trados Studio 2009 sono:
- Adobe FrameMaker (MIF)
- Adobe InDesign CS2, CS3, CS4 (INX)
- Adobe InDesign CS4 e CS 5 (IDML)
- Adobe InCopy (ICML)
- Adobe PDF
- Formato di file per importazione ed esportazione dati (CSV)
- HTML fino a 4.01 e XHTML fino a 1.1, compresi i formati per sistema embedded ASP/JSP, JScript, JavaScript e VBScript
- Risorse Java
- Microsoft Excel 2000-2003 (XLS)
- Microsoft Excel 2007 e 2010 (XLSX)
- Microsoft Word 2000-2003 (DOC)
- Microsoft Word 2007 e 2010 (DOCX)
- Microsoft PowerPoint XP e 2003 (PPT)
- Microsoft PowerPoint 2007 e 2010 (PPTX)
- Microsoft .NET Resources (RESX)
- Rich Text-Format (RTF)
- OpenOffice Writer (ODT)
- OpenOffice Calc (ODS)
- OpenOffice Impress (ODP)
- OASIS DocBook 4.5
- OASIS DITA 1.1
- QuarkXPress
- SDL Edit (ITD)
- SDL XLIFF
- TRADOSSTag (TTX)
- File di testo (TXT)
- W3C Internationalization Tag Set (ITS)
- WsXliff
- XLIFF

## Gestione delle memorie di traduzione e dei glossari
Il formato della memoria di traduzione (in inglese translation memory o più semplicemente TM) di Trados è SDLTM, basato su tmx.
Nella versione 2007 è stata introdotta una rete neurale di file con un file principale di database e altri file che servivano all'indicizzazione e alla ricerca in tempo reale sul database. Ogni nuova memoria di traduzione consiste di cinque nuovi file:
- Principale file di database della memoria di traduzione: .tmw
- File della rete neurale: .mdf, *.mtf, *.mwf, *.iix

Quando si copia una memoria di traduzione è necessario copiare tutti e cinque i file. In caso contrario Workbench mostra un messaggio di errore all'apertura della memoria di traduzione copiata.
Le applicazioni di SDL Trados esistono in varie versioni, alcune delle quali prevedono la gestione delle memorie di traduzione salvate su un database server.

## Integrazione della traduzione automatica e del post editing
Trados Studio 2009 ha integrato le funzioni accessorie di traduzione automatica e post editing nel processo traduttivo. Impostando parametri appropriati, Trados propone una traduzione automatica del segmento nel caso in cui non venga trovata una corrispondenza nella memoria di traduzione; il traduttore può quindi farne il post editing. Attualmente SDL Trados supporta i sistemi di traduzione automatica Language Weaver, SDL RbMT e Google Translate e l'integrazione di altri sistemi di traduzione automatica tramite l'API (Application Programming Interface) e l'architettura a plug-in.

## Documentazione e assistenza
Sul sito dell'azienda sono disponibili tutorial gratuiti, mentre i centri di formazione autorizzati di SDL e dei suoi partner tengono corsi nelle proprie sedi.

## Critiche
SDL Trados Studio 2009 è stato oggetto di varie critiche: prezzi alti, onerosa gestione delle licenze, incompatibilità con le versioni precedenti, scarso supporto all'utente e incapacità di risolvere gli errori conosciuti.
Inoltre, in questa versione di trados, è stata abbandonata l'interfaccia diretta con MS Word e quindi non è più possibile eseguire le traduzioni direttamente in Word.

## Nuova edizione
A partire da settembre 2011 è disponibile la nuova versione SDL Trados Studio 2011.